# Critters 3
Série Critters
Critters 2
(1988) Critters 4
(1992)
Pour plus de détails, voir Fiche technique et Distribution.
Critters 3 est un film américain réalisé par Kristine Peterson, sorti en 1991.
Il s'agit du troisième volet d'une série de cinq films : Critters (série de films)

## Synopsis
Après avoir dévasté un petit village du Kansas en 1984, les horribles monstres venus de l'espace partent six ans après à la conquête d'une grande ville et envahissent un immeuble de Los Angeles.
Un adolescent se lance dans un combat désespéré pour refouler les envahisseurs et sauver la planète.

## Fiche technique
- Titre : Critters 3
- Réalisation : Kristine Peterson
- Scénario : David J. Schow
- Production : Rupert Harvey et Barry Opper (de)
- Société de production : New Line Cinema
- Musique : David C. Williams
- Photographie : Thomas L. Callaway (en)
- Montage : Terry Stokes
- Décors : Philip Dean Foreman
- Costumes : Jami Burrows
- Pays d'origine :  États-Unis
- Format : Couleurs - 1,85:1 - Stéréo - 35 mm
- Genre : Comédie, science-fiction
- Durée : 86 minutes
- Dates de sortie : 1991 (États-Unis), 9 mars 1994 (France)

## Distribution
- John Calvin (en) : Clifford
- Aimee Brooks (en) : Annie
- Leonardo DiCaprio : Josh
- Katherine Cortez : Marsha
- Diana Bellamy (VF : Jane Val) : Rosalie
- Frances Bay : Mme Menges
- Bill Zuckert : M. Menges
- Christian Cousins (VF : Annabelle Roux) : Johnny
- Joseph Cousins (VF : Annabelle Roux) : Johnny
- William Dennis Hunt (en) : Briggs
- Don Keith Opper (en) : Charlie McFadden
- Geoffrey Blake (VF : Gérard Berner) : Frank
- José Luis Valansuela : Mario
- Nina Axelrod : Betty Briggs
- Terrence Mann : Ug

## Autour du film
- Critters 3 marque les débuts au cinéma de l'acteur Leonardo DiCaprio. Il est d'ailleurs à noter que c'est dans le premier film de la saga, Critters, que Billy Zane (futur méchant du film Titanic, de James Cameron) trouve l'un de ses premiers rôles au cinéma.
- Pour réduire les coûts de production, Critters 3 et Critters 4 furent tournés l'un à la suite de l'autre.
- Terrence Mann et Don Keith Opper sont les deux seuls acteurs présents dans les premiers volets de la saga à reprendre une nouvelle fois leurs rôles ici.